# Esther Overton
Esther Overton (nascida em 26 de março de 1990) é uma ex-nadadora paralímpica australiana que disputava provas da categoria S1.
Tem representado a Austrália em duas edições dos Jogos Paralímpicos — Pequim 2008 e Londres 2012.
Integra o Hall da Fama da Natação do Sul da Austrália.